# Razdolinsk
Razdolinsk (in russo Раздолинск?) è un insediamento di tipo urbano della Russia asiatica, situato nel Motyginskij rajon del Territorio di Krasnojarsk.
L'insediamento si trova a nord del centro distrettuale di Motygino.